# Brunn (Mecklembourg)
Pour les articles homonymes, voir Brunn.

Localisation de Brunn

Brunn est une commune rurale allemande de l'arrondissement du Plateau des lacs mecklembourgeois (Mecklembourg-Poméranie-Occidentale). Elle se trouve à treize kilomètres de Neubrandenburg et fait partie du canton de Neverin.

## Municipalité
La commune, outre le village de Brunn, englobe les localités de Dahlen, Ganzkow (connu pour son manoir) et Roggenhagen.

## Histoire
Le village a été mentionné la première fois par écrit sous le nom de Brunne en 1355. Son manoir date de 1800.